# Видаль, Фредерик
Фредери́к Вида́ль (фр. Frédérique Vidal; род. 6 мая 1964) — французский биохимик, министр высшего образования, исследований и инновации (2017—2022).

## Биография
Получила степень магистра биохимии (1988 год) и докторскую степень по биологии (1993 год) в университете Ниццы, а также диплом углублённого обучения (DEA) в институте Пастера по фундаментальной вирусологии.
В 1995 году начала научную и преподавательскую карьеру в университете Ниццы с должности руководителя семинаров (maître de conférences). Являлась заместителем директора по магистрату биологии, в 2004 году получила профессуру и до 2008 года возглавляла отделение биологии, затем — факультет естественных наук. Занималась исследованиями в области молекулярной генетики. С 2012 года руководила университетом.
С 2006 по 2009 год участвовала в европейском проекте TEMPUS, является экспертом Агентства по оценке исследований и высшего образования (AERES). 22 января 2016 года получила знак отличия программы исследований, обучения и инноваций университета Лазурного берега JEDI (Joint, Excellent & Dynamic Initiative), а 20 июля 2016 года заняла должность вице-президента этого университета по учебному процессу.
За период руководства университетом Ниццы Видаль зарекомендовала себя последовательной сторонницей циркуляра МВД Франции от 31 мая 2011 года, дающего возможность иностранных студентам, не являющимся гражданами стран Евросоюза, находиться во Франции до окончания учёбы (он известен также как «циркуляр Геана» по имени министра внутренних дел, в чьё ведение входили вопросы регулирования иммиграции).
17 мая 2017 года Видаль получила портфель министра высшего образования, исследований и инноваций в правительстве Эдуара Филиппа.
21 июня 2017 года сохранила эту должность при формировании второго правительства Филиппа.
6 июля 2020 года после отставки Филиппа сформировано правительство Кастекса, в котором Видаль вновь получила портфель министра высшего образования.
16 февраля 2021 года, выступая в Национальном собрании, высказалась за выделение средств Национальному центру научных исследований на изучение проблемы исламо-гошизма во французских университетах, сравнив её с гангреной, и оказалась в центре общенациональной полемики по поводу политической уместности этого предложения и совместимости его с демократией.
20 мая 2022 года было сформировано правительство Элизабет Борн, в котором Видаль не получила никакого назначения.

## Награды
Указом президента Франции от 12 июля 2013 года Видаль награждена степенью кавалера ордена Почётного легиона.